# Country Gentlemen
Pour plus de détails, voir Fiche technique et Distribution.
Country Gentlemen est un film américain réalisé par Ralph Staub et sorti en 1936.
Le duo Olsen and Johnson y tient la vedette.

## Fiche technique
- Réalisation : Ralph Staub
- Scénario : Jo Graham, Jack Harvey, Joseph Hoffman, Gertrude Orr, Milton Raison
- Image : Ernest Miller
- Montage : Ernest J. Nims
- Durée : 66 minutes
- Distribution : Republic Pictures
- Date de sortie : 9 novembre 1936

## Distribution
- Ole Olsen : J.D. McAllister
- Chic Johnson : Charles Watson
- Joyce Compton : Gertie
- Lila Lee : Mrs. Louise Heath
- Pierre Watkin : Mr. Grayson
- Donald Kirke : Mr. Martin
- Ray Corrigan : Briggs
- Sammy McKim : Billy Heath
- Harry Harvey